# Petar Golubović
Petar Golubović (in serbo Петар Голубовић?; Belgrado, 13 luglio 1994) è un calciatore serbo, difensore svincolato.

## Caratteristiche tecniche
È un terzino destro, che all'occorrenza può giocare anche sulla fascia sinistra. È dotato di una buona corsa e di un buon piede, caratteristiche che gli consentono di fornire un buon contributo in fase offensiva, in special modo nel fornire assist ai propri compagni di squadra.

## Carriera

### Club

#### Stella Rossa e OFK Belgrado
Cresciuto nel settore giovanile della Stella Rossa Belgrado, nel luglio 2013 passa all'OFK Belgrado, con cui esordisce in prima squadra il 3 aprile 2013 contro il Vojvodina, gara vinta dai biancocelesti per 1 a 0. Nelle sue due prime stagioni all'OFK,totalizza 20 partite nel campionato serbo e 3 presenze nella Coppa nazionale,senza mai segnare alcuna rete.

#### Roma e il prestito al Novara
Il 30 gennaio 2014 viene acquistato dalla Roma, che il giorno seguente lo cede in prestito al Novara. Il 10 febbraio fa il suo debutto ufficiale, esordendo dal primo minuto nella gara casalinga contro il Brescia, partita terminata 2 a 1 per le Rondinelle. Coi piemontesi scende in campo 4 volte senza segnare.

#### Nuovi prestiti alla Pistoiese e al Pisa
Il 25 agosto 2014 passa in prestito alla Pistoiese, neopromossa in Lega Pro. Il 31 agosto fa il suo debutto ufficiale contro l'Ascoli, subentrando all'85º minuto al posto di Frascatore; la gara termina con la vittoria dei marchigiani per 1 a 0. Con questa maglia totalizza 35 presenze e 0 gol.
Nell'estate 2015 passa sempre in prestito all'Associazione Calcio Pisa 1909 allenato da Gennaro Gattuso con cui vince i playoff di Lega Pro 2015-2016 eliminando in finale il Foggia nella doppia sfida (4-2 e 1-1). In tale stagione colleziona 26 presenze in totale segna il suo primo gol fra i professionisti, il 12 dicembre 2015 contro la Maceratese. Rimane all'ombra della Torre Pendente anche nella successiva stagione in Serie B.

#### Ritorno a Novara
Il 31 agosto 2017 fa ritorno al Novara, stavolta a titolo definitivo. Il 20 luglio 2018, dopo la retrocessione in Serie C, risolve consensualmente il contratto che lo legava ai piemontesi.

### Nazionale
Nel luglio-agosto 2013 ha preso parte in Lituania e ha vinto il campionato europeo di calcio Under-19 2013 con la Nazionale serba Under-19.
L'11 ottobre 2013 ha esordito con la maglia della Serbia Under-21 nella partita Cipro-Serbia (2-1) valida per le qualificazioni all'Europeo.

## Statistiche

### Presenze e reti nei club
Statistiche aggiornate al 30 giugno 2018.
| Stagione            | Squadra             | Campionato          | Campionato | Campionato | Coppe nazionali | Coppe nazionali | Coppe nazionali | Coppe europee | Coppe europee | Coppe europee | Altre coppe | Altre coppe | Altre coppe | Totale | Totale |
| Stagione            | Squadra             | Comp                | Pres       | Reti       | Comp            | Pres            | Reti            | Comp          | Pres          | Reti          | Comp        | Pres        | Reti        | Pres   | Reti   |
| ------------------- | ------------------- | ------------------- | ---------- | ---------- | --------------- | --------------- | --------------- | ------------- | ------------- | ------------- | ----------- | ----------- | ----------- | ------ | ------ |
| 2012-2013           | OFK Belgrado        | SL                  | 8          | 0          | CS              | 1               | 0               | -             | -             | -             | -           | -           | -           | 9      | 0      |
| 2013- gen. 2014     | OFK Belgrado        | SL                  | 12         | 0          | CS              | 2               | 0               | -             | -             | -             | -           | -           | -           | 14     | 0      |
| Totale OFK Belgrado | Totale OFK Belgrado | Totale OFK Belgrado | 20         | 0          |                 | 3               | 0               |               | -             | -             |             | -           | -           | 23     | 0      |
| gen.-giu. 2014      | Novara              | B                   | 4          | 0          | CI              | -               | -               | -             | -             | -             | -           | -           | -           | 4      | 0      |
| 2014-2015           | Pistoiese           | LP                  | 25         | 0          | -               | -               | -               | -             | -             | -             |             | -           | -           | 25     | 0      |
| 2015-2016           | Pisa                | LP                  | 20+5       | 1          | CI              | 2               | 0               |               |               |               | CI LP       | -           | -           | 27     | 1      |
| 2016-2017           | Pisa                | B                   | 33         | 0          | CI              | 3               | 0               |               |               |               |             |             |             | 36     | 0      |
| ago. 2017-2018      | Novara              | B                   | 35         | 0          | CI              | -               | -               | -             | -             | -             | -           | -           | -           | 35     | 0      |
| Totale carriera     | Totale carriera     | Totale carriera     | 142        | 1          |                 | 8               | 0               |               | -             | -             |             | -           | -           | 150    | 1      |

### Cronologia presenze e reti in nazionale
| Cronologia completa delle presenze e delle reti in nazionale ― Serbia under 21 | Cronologia completa delle presenze e delle reti in nazionale ― Serbia under 21 | Cronologia completa delle presenze e delle reti in nazionale ― Serbia under 21 | Cronologia completa delle presenze e delle reti in nazionale ― Serbia under 21 | Cronologia completa delle presenze e delle reti in nazionale ― Serbia under 21 | Cronologia completa delle presenze e delle reti in nazionale ― Serbia under 21 | Cronologia completa delle presenze e delle reti in nazionale ― Serbia under 21 | Cronologia completa delle presenze e delle reti in nazionale ― Serbia under 21 |
| Data                                                                           | Città                                                                          | In casa                                                                        | Risultato                                                                      | Ospiti                                                                         | Competizione                                                                   | Reti                                                                           | Note                                                                           |
| ------------------------------------------------------------------------------ | ------------------------------------------------------------------------------ | ------------------------------------------------------------------------------ | ------------------------------------------------------------------------------ | ------------------------------------------------------------------------------ | ------------------------------------------------------------------------------ | ------------------------------------------------------------------------------ | ------------------------------------------------------------------------------ |
| 11-10-2013                                                                     | Achna                                                                          | Cipro under 21                                                                 | 2 – 1                                                                          | Serbia under 21                                                                | Qual. Europeo Under-21 2015                                                    | -                                                                              |                                                                                |
| 15-10-2013                                                                     | Gornji Milanovac                                                               | Serbia under 21                                                                | 3 – 1                                                                          | Irlanda del Nord under 21                                                      | Qual. Europeo Under-21 2015                                                    | -                                                                              |                                                                                |
| Totale                                                                         |                                                                                | Presenze                                                                       | 2                                                                              |                                                                                | Reti                                                                           | 0                                                                              |                                                                                |

## Palmarès

### Nazionale
- Campionato d'Europa Under-19: 1

Lituania 2013